# The Lady Is a Tramp
The Lady Is a Tramp es una canción del musical Babes in Arms, estrenado en 1937, compuesta por Richard Rodgers. Es considerada un estándar del jazz. La versión grabada por Tony Bennett con la colaboración de Lady Gaga para su álbum Duets II y Cheek to Cheek fue lanzada en el 2011. Tras el sencillo, Bennett hizo un dibujo de Gaga desnuda para la edición de enero de 2012 de la revista Vanity Fair. Después se subastó por 30.000 dólares y el dinero se donó a Exploring the Arts (ETA) y Born This Way Foundation.

## Grabación y composición
La canción fue grabada el 23 de marzo de 2011. Bennett elogió el trabajo de la cantante Lady Gaga como una verdadera "Dama del Jazz". La canción tiene una temática diferente al anterior sencillo de Bennet junto a Amy Winehouse (Body and Soul) ya que no presenta la vocalidad lucida y sombría.

## Recepción

### Recepción crítica
La canción recibió críticas positivas por el talento vocal de Bennett y Gaga, así como por la simplicidad del video. Gina Serpe de E! comentó que, "al igual que el vídeo de Bennett con Amy, éste cuenta con los dos cantantes cantando a gritos de lado a lado en un estudio, comenzando con Gaga en modo amplio completo, bebiendo una bebida, coqueteando con Tony, e incluso bailando con él durante las pausas de la canción. Todo esto sin incubadoras de huevos o los cuernos en la piel a la vista. Lo único que Gaga muestra en este video es su talento. Ya era hora". "De la cosecha actual de las superestrellas del pop, tal vez ninguna es más adecuada para asumir "The Lady Is a Tramp" de Lady Gaga ", dijo el trabajador de la MTV James Montgomery. Otros críticos expresaron la esperanza de Gaga en la música jazz después del esforzoso éxito.

### Recepción Comercial
Aunque no fue lanzado internacionalmente, logró entrar en el top 40 de Japan Hot 100 y como sencillo en Reino Unido en el top 200 de UK Singles Chart

## Vídeo musical

### Trama

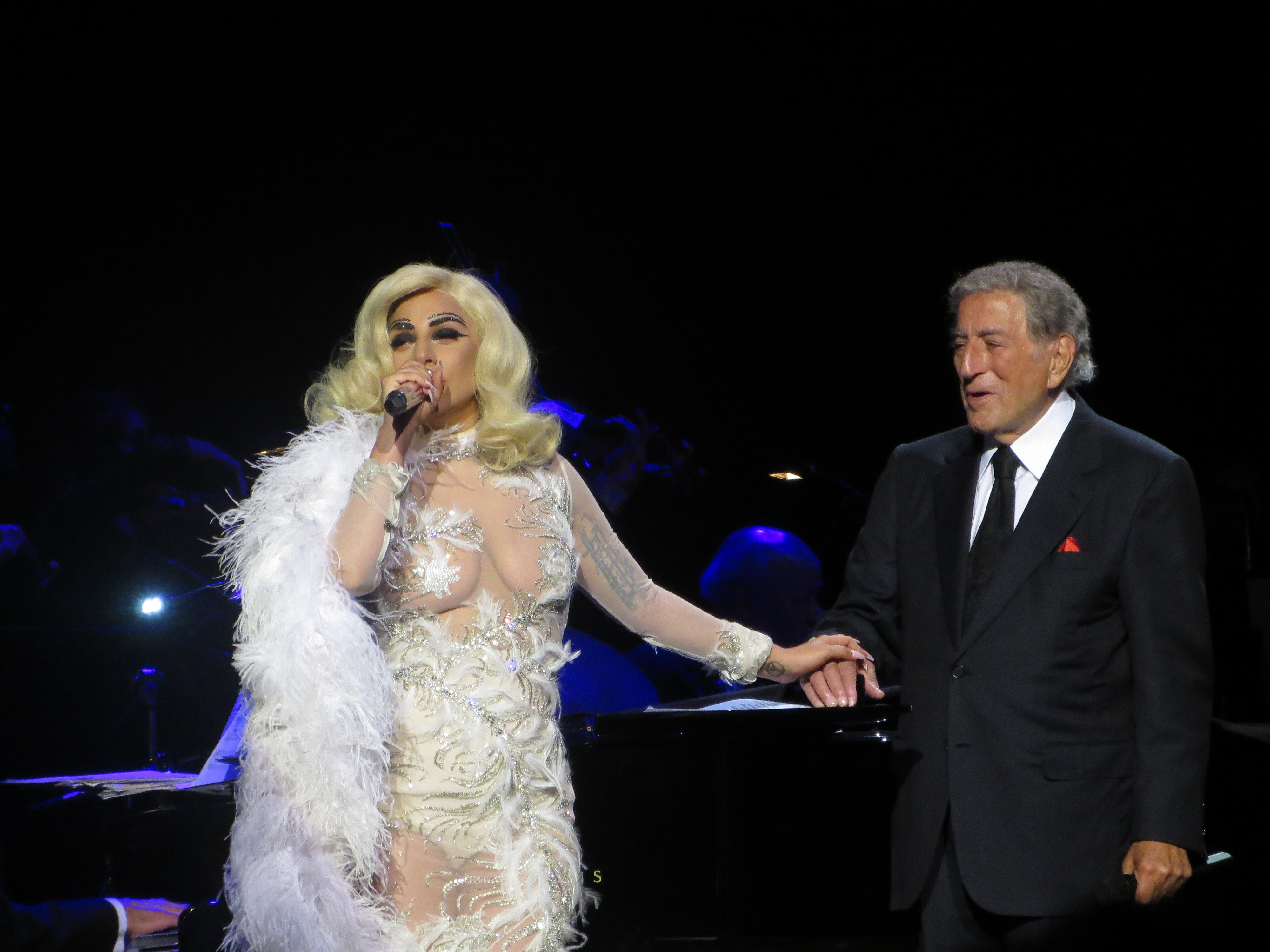
Tony Bennett y Lady Gaga interpretando la canción en la gira Cheek to Cheek Tour.

El vídeo muestra a Bennett y Gaga juntos en un estudio frente a los atriles. Bennett luce un traje y Gaga un vestido de noche de color negro semi-transparente de encaje. A pesar de sus ropas negras, cada artista contrasta esto con un poco de color, ya que Bennett apoya un pañuelo rojo en el bolsillo del pecho, mientras que Gaga lleva una peluca de color turquesa bob. En el comienzo del video, y durante otras escenas ocasionales, Gaga tiene un vaso de whisky. El estado de ánimo del vídeo es ligero y alegre, ya que a ambos cantantes se los ve sonreír constantemente y usar gestos con las manos, así como mover sus brazos para expresar la felicidad. Al igual que el contenido lírico, el video cuenta con un estilo nuevo y hacia adelante, mostrando a los dos cantantes de ida y vuelta. Agregando la animación, los dos hacen el gesto y el punto (uno al otro) durante en sus líneas. Las animaciones adicionales incluyen a Gaga tirando del pañuelo rojo de Bennett de su bolsillo (en el medio del video), levantando la cola de su vestido en múltiples ocasiones, y moviendo al micrófono de Bennett durante su línea "Estoy tan ebria", así como para la conclusión de la línea de "es por eso que esta señora es un vagabundo". Bennett, por su parte, hace también sus propios gestos, como un bien (en su línea de "Jeter muy bien"). Al final del video, Lady Gaga besa a Bennett en la mejilla y él le da las gracias. Aunque el video es mucho más simple que los vídeos en solitario habituales de Gaga, sus gestos animados, el pelo azul, y el beso en la mejilla, la ayudan a mantener algunas de sus peculiaridades habituales.

### Recepción crítica
El vídeo, al igual que el contenido lírico de la canción, recibió una recepción crítica muy positiva. "El video parece mostrar dos talentosos músicos que pasan un buen rato. A Bennett parece que le encanta cada minuto de ella, en medio de las líneas vocales, la risa cuando Gaga le roba su pañuelo y cuando baila junto a ella en una danza lenta en la final de la canción. Los dos bebiendo fresco whisky escocés de los años 30, compartiendo recuerdos y haciendo música. Bueno, si este no es el video musical más encantador del año, no sé lo que es ", elogió Kyle Moffatt de Fresh 102,7 FM. "Gaga hace el papel a la perfección, improvisando y cantando junto a Bennett, con su pelo turquesa flotando a lo largo de los latidos", expresó James Montgomery de MTV. "En un vestido negro de encaje alto, los cinturones de fuera del coro, revolotea y coquetea a través de líneas como:" Me encanta el viento libre, fresco en mi pelo y estoy tan pobre "(y aún profesa su amor por los Yankees, lo que probablemente explica su comportamiento en el Citi Field de la temporada pasada) hace pucheros, requisitos previos e incluso heces un poco. Gracias a el apoyo de una gran banda rugiente, esta nueva versión de "Vagabundo" no sólo es una adición bienvenida a la larga lista de versiones de la cubierta, si no que, de alguna manera, lleva la canción a un nuevo territorio. Mucho de eso es gracias a Gaga, que lo da todo y en realidad, se convierte verdaderamente en el vagabundo ". Hypetune.com comentó que, "[El dúo] es brillante. A veces, Lady Gaga realmente nos sorprende. Solía ser diferente y extraordinaria, por lo que sus decisiones muchas veces no nos sorprenden. Pero, ¿una melodía de jazz con Tony Bennett? Gaga tiene una voz de jazz brillante. Una de las más extrañas colaboraciones en el papel es una de las cosas más fantásticas que hemos visto nunca. El video también es maravilloso. Es una visita obligada para todos los amantes de la música. Compruébelo usted mismo a continuación ".

## Interpretaciones en directo
Se interpretó la canción por primera vez en ABC, en el especial de Acción de Gracias dedicado, escrito, dirigido y conducido por Gaga, A Very Gaga Thanksgiving. Como la apertura de la canción, la cantaron juntos con un viejo piano en una habitación oscura, donde hay situado un cabaret, donde Gaga interpreta su papel de "Vagabunda".
La canción también fue interpretada durante el encore de la gira Cheek to Cheek Tour , gira promocional del álbum de duetos de Tony Bennett y Lady Gaga cual incluye al tema en su versión especial

## Formatos
- Descarga digital

| The Lady Is A Tramp — Single |                       |          |  |
| N.º                          | Título                | Duración |  |
| 1.                           | «The Lady Is A Tramp» | 3:18     |  |

## Charts e Historial de lanzamiento

### Posicionamiento en listas
| País (Lista 2011) | Mejor posición |
| ----------------- | -------------- |
| Japón             | 33             |
| Reino Unido       | 188            |

### Historial de Lanzamiento
| País            | Lanzamiento              | Formato          |
| --------------- | ------------------------ | ---------------- |
| Estados Unidos. | 20 de septiembre de 2011 | descarga digital |
| Francia         | 3 de octubre de 2011     | descarga digital |
| Reino Unido     | 5 de noviembre de 2011   | Mainstream radio |